# Neutralna teorija molekulske evolucije
Neutralna teorija molekulske evolucije navodi da je ogromna većina evolucionih promena na molekularnom nivou uzrokovana randomnim driftom selektivnosti neutralnih mutanata (one ne utiču na adaptivnost). Teoriju je uveo Motu Kimura tokom kasnih 1960-tih i ranih 1970-tih. Neutralna teorija je kompatibilna sa Darvinovom teorijom evolucije prirodnom selekcijom: adaptivne promene se prihvataju kao prisutne i važne, ali se hipotetiše da su one manji deo svih promena zadržanih u DNK sekvencama. Od tog vremena ova hipoteza je bila testirana koristeći Makdonald-Kretmanov test, i nije potvrđena kod svih vrsta. Čak i kod vrsta kod kojih su adaptivne promene retke, pozadinska selekcija na povezanim mestima može da krši pretpostavke teorije neutralnosti u pogledu genetičkog drifta.

## Literatura
- Gillespie, John H. (1991). The Causes of Molecular Evolution. Oxford University Press, New York.  0-19-506883-1.
- Graur, D. & Li, W-H (2000). Fundamentals of Molecular Evolution, 2nd ed. Sinauer Associates.  0-87893-266-6.
- Kimura, M. (1968). „Evolutionary rate at the molecular level”. Nature. 217 (5129): 624—626. PMID 5637732. doi:10.1038/217624a0.
- Kimura, M. (1983). The Neutral Theory of Molecular Evolution. Cambridge University Press, Cambridge.  0-521-23109-4.
- King, J.L. & Jukes, T.H. (1969). „Non-Darwinian Evolution”. Science. 164 (3881): 788—798. PMID 5767777. doi:10.1126/science.164.3881.788.
- Richard Lewontin (1974). The Genetic Basis of Evolutionary Change. Columbia University Press.  0-231-03392-3.
- Tomoko Ohta (1973). „Slightly deleterious mutant substitutions in evolution”. Nature. 246 (5428): 96—98. PMID 4585855. doi:10.1038/246096a0.
- Ohta, T. & John H. Gillespie (1996). „Development of Neutral and Nearly Neutral Theories”. Theoretical Population Biology. 49 (2): 128—142. PMID 8813019. doi:10.1006/tpbi.1996.0007.
- Sueoka, N. (1962). „On the genetic basis of variation and heterogeneity of DNA base composition”. PNAS. 48 (4): 582—592. doi:10.1073/pnas.48.4.582.
- Kimura, M. (1986). „DNA and the Neutral Theory”. Philosophical Transactions of the Royal Society of London. Series B, Biological Sciences. 312 (1154): 343—354. doi:10.1098/rstb.1986.0012.
- Provine W.B. Rise of the null selection hypothesis. In Cain A.J. and Provine W.B. 1991. Genes and ecology in history. In Berry R.J. et al. (eds) Genes in ecology: the 33rd Symposium of the British Ecological Society. Blackwell, Oxford, pp. 15–23
- Duret, L. (2008). „Neutral Theory: The Null Hypothesis of Molecular Evolution”. Nature Education. 1 (1).
- Nei M. (24. 8. 2005). „Selectionism and neutralism in molecular evolution”. Molecular Biology and Evolution. 22 (12): 2318—2342. PMC 1513187 . PMID 16120807. doi:10.1093/molbev/msi242.